# Шевченкове (село, Шевченківська селищна громада)
Шевче́нкове — село в Україні, в Шевченківській селищній громаді Куп’янського району Куп'янського району Харківської області. Населення становить 54 осіб. До 2020 року орган місцевого самоврядування — Нижньобурлуцька сільська рада.

## Географія
Село Шевченкове розташоване за 80 км від обласного центру та 36 км від районного центру, на лівому березі річки Великий Бурлук, вище за течією на відстані 0,5 км розташоване село Іванівка, нижче за течією на відстані 4 км розташоване село Смолівка, на протилежному березі — село Шишківка.

## Історія
Село засноване у 1920 році. З 1935 року селище було адміністративним центром Шевченківського району Харківської області.
12 червня 2020 року, відповідно до Розпорядження Кабінету Міністрів України № 725-р «Про визначення адміністративних центрів та затвердження територій територіальних громад Харківської області», увійшло до складу Шевченківської селищної територіальної громади.
19 липня 2020 року, в результаті адміністративно-територіальної реформи та ліквідації Шевченківського району, село увійшло до складу новоутвореного Куп'янського району Харківської області.